# Jordi Valls
Jordi Valls (* 1960 in Barcelona, Katalonien) ist ein spanischer Musiker und Konzeptkünstler, der durch seine Zusammenarbeit mit Psychic TV und provokative eigene Konzepte seines Projektes Vagina Dentata Organ bekannt wurde.
1978 oder 1979 hatte er in England erstmals Kontakt mit Genesis P-Orridge und organisierte Konzerte von Throbbing Gristle im Centro Iberico in London. 1982 steuerte er bei der Aufnahme von Psychic TVs Debüt-Album Force the hand of chance den Text zum Stück Catalan bei, bei dem er seine Erfahrungen aus einem Autounfall verarbeitete. Nach Erscheinen des Albums wurden Psychic TV und Valls vom spanischen Fernsehen zur Produktion eines Videoclips für Catalan mit Derek Jarman nach Cadaques eingeladen. In diesem apokalyptischen Clip ist Valls erst blutüberströmt am Steuer seines auf einem Schrottplatz wiedergefundenen, zwei Jahre zuvor verunglückten Fahrzeugs zu sehen, später marschiert er eine Peitsche schwingend als Untoter durch die Szenerie.
Den Aufnahmen zum Catalan-Clip schloss sich am 16. Oktober 1984 ein Auftritt in der spanischen Fernsehshow La Edad de Oro („Das Goldene Zeitalter“) an. Valls führte dort einmalig sein bereits als LP erschienenes Stück Music for Hashashins auf, das ursprünglich nur aus dem Knurren eines Kampfhundes besteht. Für die Livepräsentation erzeugte Valls ein synthetisches Knurren auf einem Emulator, hatte auf der Bühne jedoch auch 16 Schäferhunde dabei. Während der Aufführung zerstörte der Künstler drei Originalgemälde des katalanischen Malers Casademont, die er mit Säbeln aufschlitzte, wobei effektvoll viel Blut aus zuvor angebrachten Beuteln verspritzt wurde.
Auf seinem eigenen Label WSNS (World Satanic Network System bzw. World Surrealist Network System) veröffentlichte Valls unter dem Projektnamen Vagina Dentata Organ mehrere obskure Konzeptalben. Nach Music for Hashashins folgte The last supper. Diese Scheibe enthält Originalaufnahmen des Massenselbstmords der Volkstempel-Sekte unter Reverend Jim Jones in Guyana 1978. Die Erstauflage erschien in einer Auflage von 912 Picture Discs, dies entspricht angeblich der Zahl der Getöteten. 1984 arbeitete er an der nächsten Veröffentlichung, der Picture Disc Triumph of the flesh, die Aufnahmen eines Oster-Rituals (Semana Santa) aus Calanda (Spanien) enthält, bei dem sich Trommler oftmals tagelang die Finger blutig trommeln, und in deren Vinyl bei einem Teil der Auflage echtes menschliches Blut eingearbeitet wurde. Es schloss sich 1986 die Picturedisk Cold Meat an, auf der Paare beim Sex zu hören sind, während die beiden Seiten der Platte jeweils die Leichen von Marilyn Monroe und Elvis Presley zeigen. Die Picturedisks Music for Hashashins und The last supper wurden in größerer Stückzahl und als normale, schwarze LPs ab 1987 von P-Orridges Label Temple Records nochmals nachveröffentlicht. 
Nach einer mehrjährigen Pause legte Valls 1995 mit der CD Un Chien Catalan sein bislang letztes Album vor, auf dem nur Motorengeräusche der Harley des spanischen Surrealisten Eliseu Huertas i Cos zu hören sind.
Valls, der seit geraumer Zeit in Spanien und England lebt, bezeichnete sich selbst als Nihilist und sein Projekt Vagina Dentata Organ als „the most fanatic band in the world“. Als sein Lieblingsinstrument nennt er den Hammer.

## Diskografie
- Vagina Dentata Organ presents Music for Hashashins (WSNS, später nachveröffentlicht von Temple Records, 1983/1987)
- Rev. Jim Jones: The last supper (WSNS, später nachveröffentlicht von Temple Records, 1984)
- Vagina Dentata Organ with the Pagan Drums of Calanda: Triumph of the flesh (WSNS, 1984)
- Vagina Dentata Organ: Cold Meat / Eros & Thanatos (WSNS, 1986)
- Vagina Dentata Organ: Un Chien Catalan (WSNS, 1994)
- Vagina Dentata Organ: The Perpignan Killings (compilation CD, WSNS, 2002)
- Vagina Dentata Organ: The Great Masturbator (WSNS, 2004)
- Vagina Dentata Organ: Music for the Blind (WSNS, 2007)
- Vagina Dentata Organ: Allegory of Cosmic Violence (Tochnit Aleph, 2012)